# Администрация помощи и восстановления Объединённых Наций

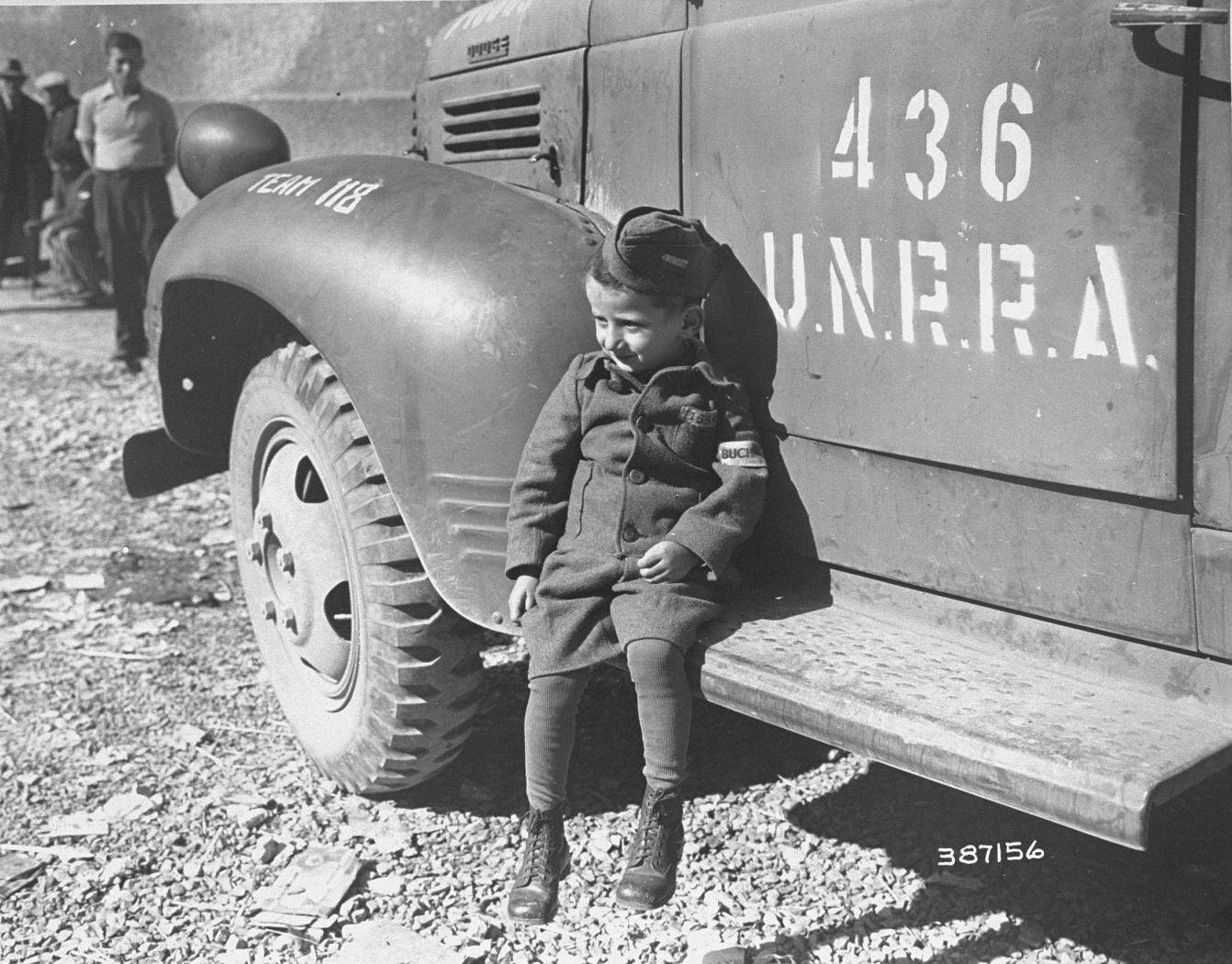
Четырёхлетний Джозеф Шлайфстайн, бывший узник лагеря Бухенвальд, около машины UNRRA

Администрация помощи и восстановления Объединённых Наций (англ. United Nations Relief and Rehabilitation Administration UNRRA, ЮНРРА) была создана 9 ноября 1943 года во время Второй мировой войны для оказания помощи в районах, освобожденных от держав «Оси». 52 страны-участницы внесли средства в размере 2 % от их национального дохода в 1943 году. Порядка 4 млрд долларов было потрачено на снабжение продовольствием и медикаментами, восстановление коммунальных услуг, сельского хозяйства и промышленности. Большая часть помощи поступила в Китай, Чехословакию, Грецию, Италию, Польшу, Белорусскую ССР, Украинскую ССР и Югославию. При содействии ЮНРРА около 7 миллионов перемещенных лиц вернулось в страны, где они проживали до войны. Были созданы лагеря для перемещенных лиц, где размещалось около 1 миллиона беженцев, не пожелавших вернуться на свою родину. Более половины всех средств поступило от США, все три генеральных директора ЮНРРА были американцами.

## ЮНРРА и Белорусская ССР
В БССР миссия ЮНРРА в составе 14 американцев и 1 гражданина Новой Зеландии начала работу в апреле 1946 года. Объём помощи был незначительным и составлял около $61 млн, что в пересчёте на душу населения составляло $5,8 (ниже этот показатель был только в Украинской ССР и Албании). В БССР были поставлены американские бульдозеры, радиопередатчики и приёмники, типографское оборудование. Также большой объём продовольствия (мясные консервы, сосиски, макароны, крупы, полуфабрикаты, сладости и др.) и тёплой одежды.
В августе 1946 года секретарь миссии Рут Уоллер заболела менингитом и, ввиду отсутствия необходимых медикаментов, умерла. Факт гибели миссионера ООН сыграл важную роль в спонсировании строительства Минского союзного пеницилинового завода и передаче СССР передовых фармацевтических технологий.
В 1945—1952 годах куратором ЮНРРА по вопросам БССР и УССР был известный белорусский коллаборационист и участник карательных операций против мирного населения Дмитрий Космович. Данное обстоятельство также не способствовало организации сотрудничества властей СССР и руководства ЮНРРА.

## ЮНРРА и Югославия
Отношение к ЮНРРА в Югославии, где правили коммунисты, было настороженным. Например, в ФНРЮ в 1946 году были арестованы 10 сотрудников ЮНРРА по обвинению в разведывательно-подрывной работе. Правда преследования сотрудников ЮНРРА не мешало Югославии одновременно быть одним из основных получателей помощи от этой организации. За период действия программы (с апреля 1945 года по июнь 1947 года) ЮНРРА оказала Югославии помощь на сумму в 415,6 млн долларов (пятая часть бюджета организации), из которых 72 % (298,1 млн долларов) составили поставки из США.

## ЮНРРА и Греция
Помощь Греции по линии ЮНРРА была очень значительной — 416,3 млн долларов за период с 1 апреля 1945 года по май 1947 года (в том числе 312,0 млн долларов составил вклад США). Из этой суммы затраты на закупку продовольствия составили 186,3 млн долларов, одежды — 40,3 млн долларов, инвестиции в сельское хозяйство Греции — 58,4 млн долларов, вложения в развитие греческой промышленности — 53,9 млн долларов.

## Завершение деятельности ЮНРРА
ЮНРРА прекратила свою деятельность в Европе 30 июня 1947 года. Администрация продолжала работать в основном в Китае до 31 марта 1949 года. Затем её функции были переданы в другие учреждения системы ООН, прежде всего в Управление Верховного комиссара ООН по делам беженцев, Всемирную продовольственную программу и Детский фонд ООН. В определённой мере продолжением ЮНРРА стал план Маршалла.